# デュオカルマイシン
デュオカルマイシン（duocarmycin）類は、1988年にストレプトマイセス属微生物から初めて単離された天然物の一群である。デュオカルマイシンには強力な抗腫瘍作用が見出されている。
Dale L. Bogerらの研究によって、ファーマコフォアと作用機序が推定された。デュオカルマイシン類はDNAの副溝 (minor groove) に結合し、核酸塩基 アデニンのN3位をアルキル化する。この研究から、がん治療薬としての臨床試験に進んでいるアドゼレシン、ビゼレシン、カルゼレシンを含む合成アナログ（類似体）が開発された。

## デュオカルマイシン類の構造

Duocarmycin A
Duocarmycin B1
Duocarmycin B2
Duocarmycin C1
Duocarmycin C2
Duocarmycin D
Duocarmycin SA
CC-1065

## 臨床候補

Adozelesin
Bizelesin
Carzelesin